# Mołdawski styl architektoniczny

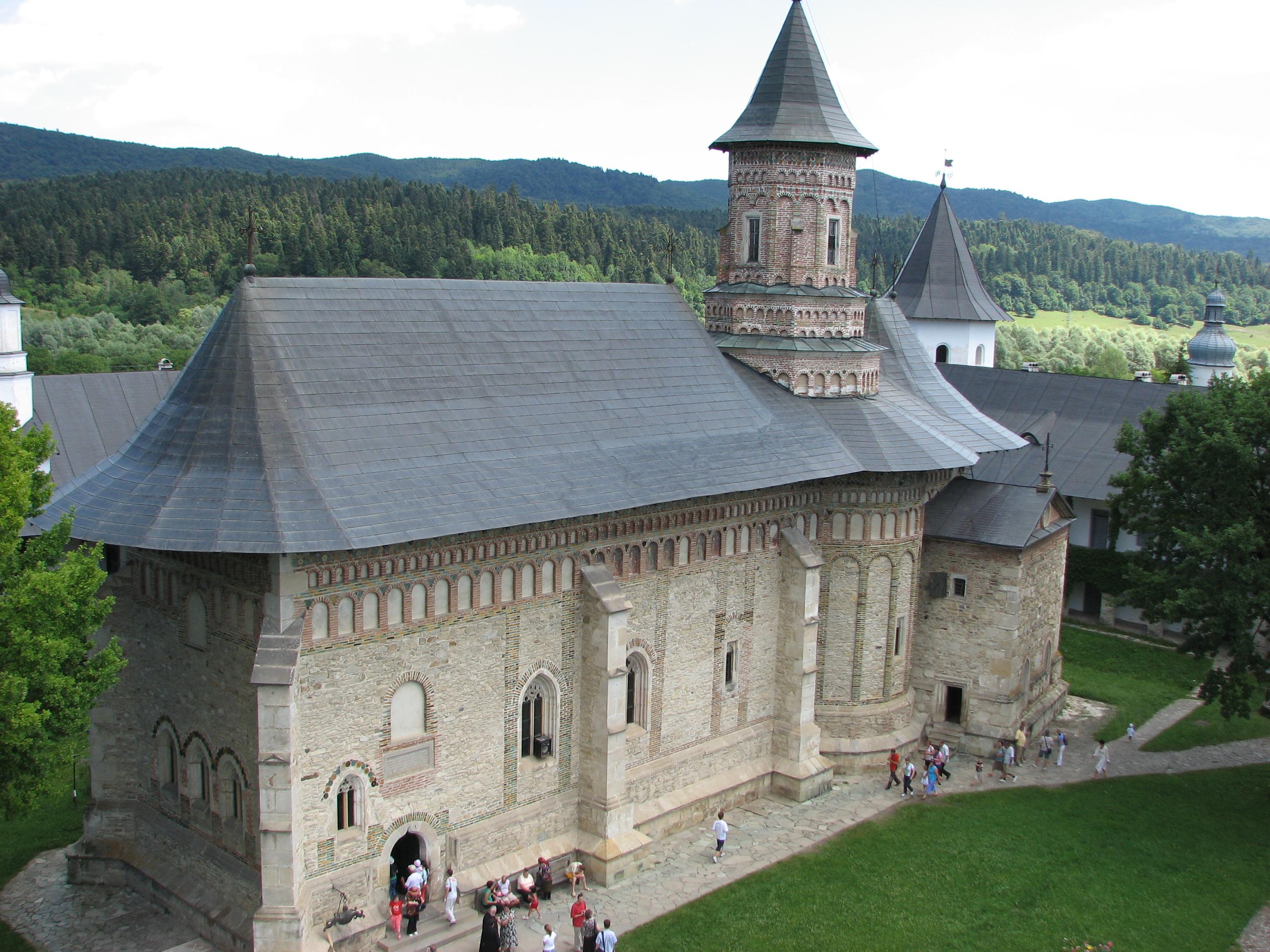
Cerkiew ławry Neamț

Mołdawski styl architektoniczny – autochtoniczny styl w architekturze XIV-XIX wieku jaki rozwinął się na terenie dawnego Hospodarstwa Mołdawskiego (dziś w granicach Rumunii, Mołdawii i Ukrainy), który w unikalny sposób łączył cechy architektury bizantyńskiej z tradycjami lokalnymi, środkowoeuropejskimi i ormiańskimi. Większość zachowanych zabytków stanowią cerkwie i monastery, a najsłynniejszymi obiektami są malowane cerkwie północnej Mołdawii, monaster Neamț i cerkiew Trzech Świętych Hierarchów w Jassach.

## Rozwój architektury mołdawskiej

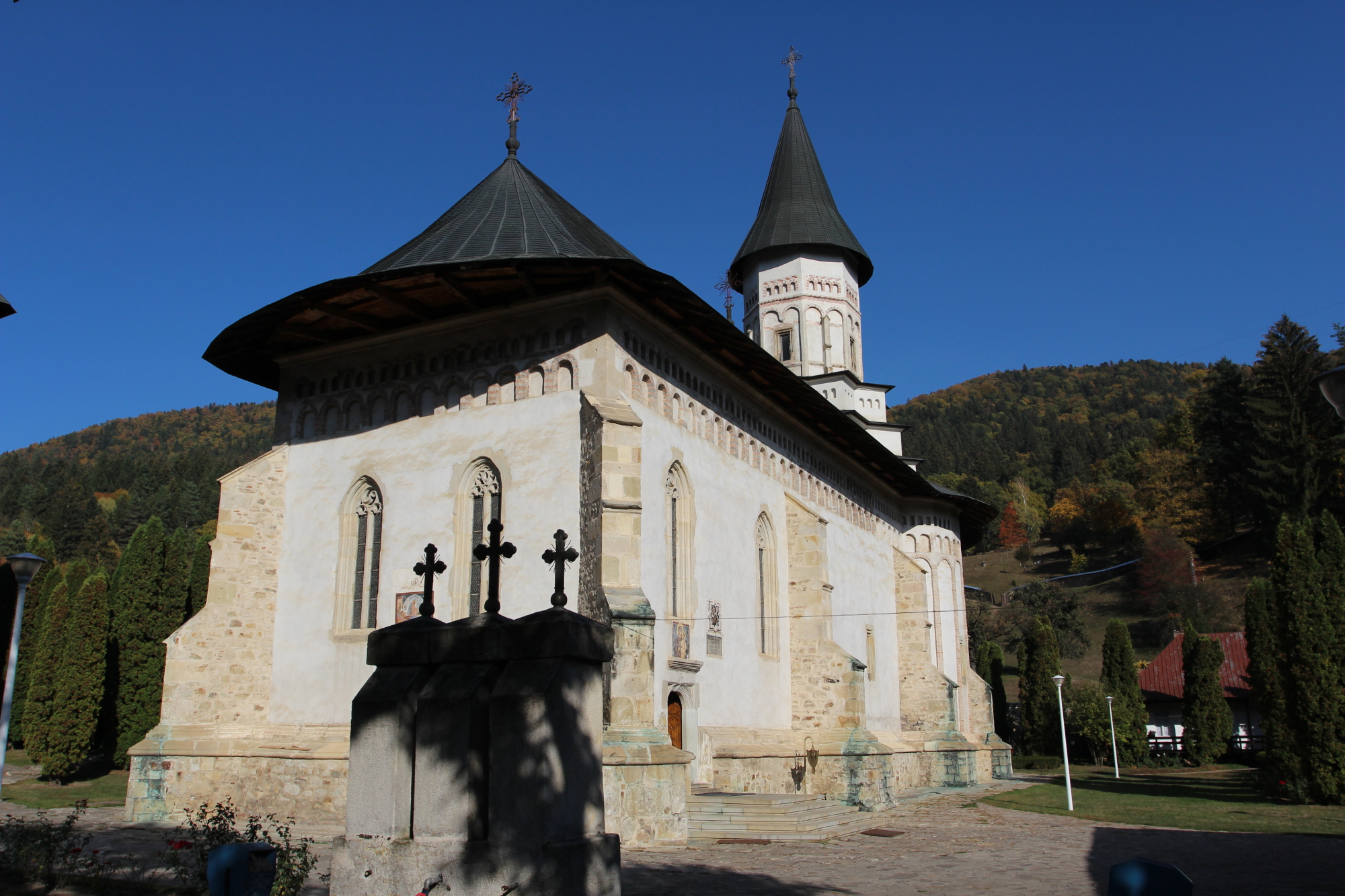
Cerkiew Zaśnięcia MB w Bystrzycy

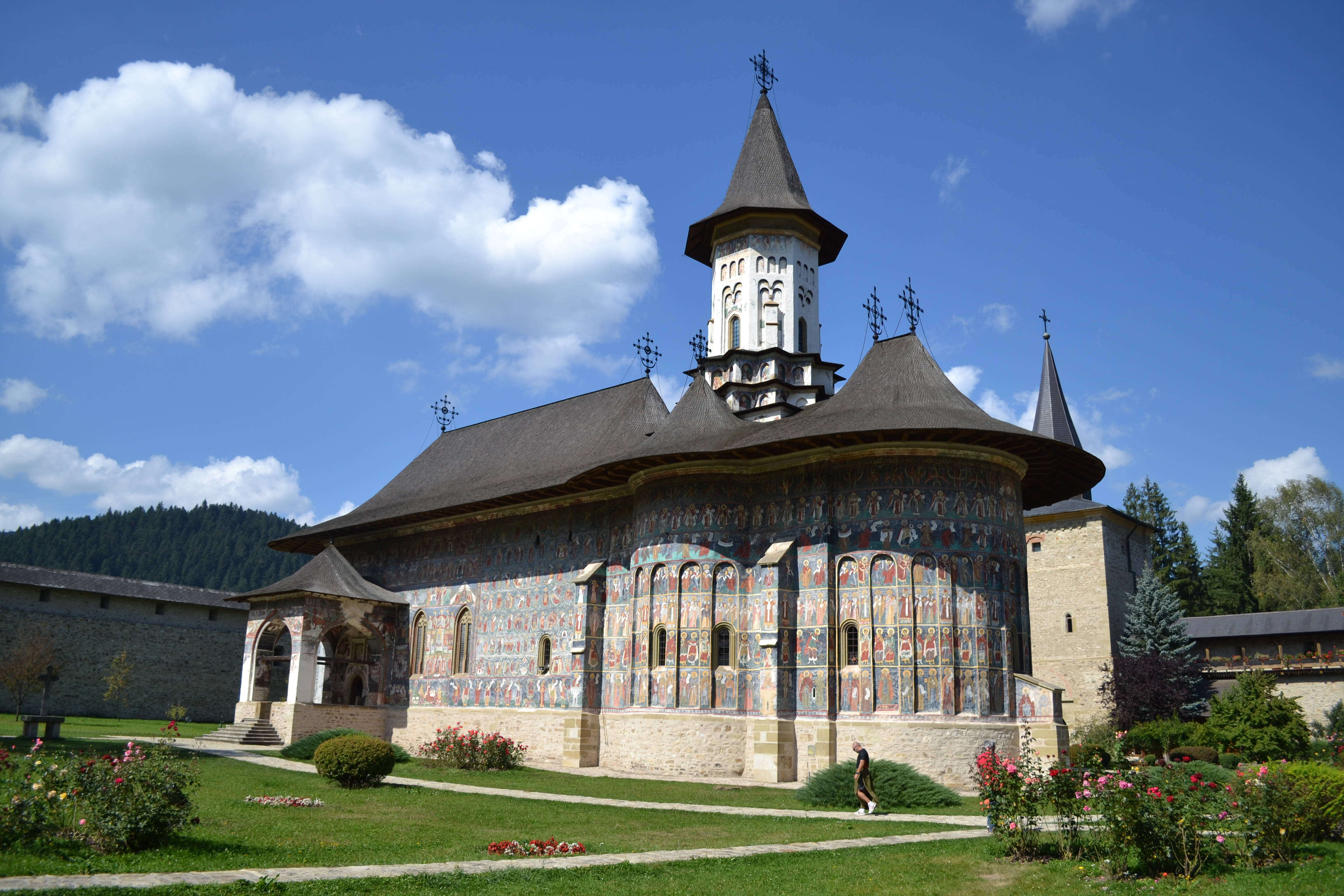
Malowana cerkiew monasteru w Sucevițy

Mołdawia jako odrębne księstwo powstała w połowie XIV stulecia. Od początku był to obszar przenikania się wpływów różnych kultur. Główny etnos Hospodarstwa stanowili rumuńskojęzyczni, prawosławni Mołdawianie, ale od zachodu i północy państwo graniczyło z katolickimi Węgrami i Polską. Dodatkowo w czasie formowania i umacniania się państwowości mołdawskiej w regionie liczni byli kupcy i osadnicy ormiańscy i niemieccy, oraz greccy uchodźcy z upadającego Cesarstwa Wschodniorzymskiego.
Liczne elementy stylu mołdawskiego można zobaczyć już w najstarszych kamiennych świątyniach Mołdawii. Cerkiew św. Mikołaja w Radowcach jest budynkiem prostokątnym, z półkoliście zamkniętym prezbiterium, gotyckimi detalami architektonicznymi (przypory, ostre łuki), zdobieniami arkadkowymi i wysokim dachem. Cerkiew Trójcy Św. w Serecie posiada zaś charakterystyczny dla architektury mołdawskiej plan trójkonchowy, wywodzący się ze sztuki Bizancjum, który dotarł do Mołdawii przez Serbię i Wołoszczyznę. Jednym z najcenniejszych obiektów wczesnego stylu mołdawskiego należy uznać monaster w Bystrzycy.
Ostateczne ukształtowanie się odrębnego mołdawskiego stylu architektonicznego nastąpiło za panowania Stefana III Wielkiego (1457-1504). Jego cechami charakterystycznymi w architekturze kościelnej są: rzut trójkonchowy lub prostokątny, we wnętrzu wydzielona nawa (rum. naos) i przednawie (rum. pronaos), a niekiedy także przedsionek i kaplica grobowa, kopuła nad nawą główną w postaci strzelistej wieżyczki, zdobienia arkadkowe, gotyckie elementy dekoracyjne (portale, okna, przypory) oraz strome, szerokie dachy. Cerkwie mołdawskie często miały charakter obronny, posiadały grube ściany i były otoczone solidnym murem zewnętrznym. Do najwybitniejszych obiektów wybudowanych za czasów Stefana III należą cerkwie: monasteru Putna, monasteru Voroneț, św. Jerzego w Hârlău, monasteru Neamț i inne.
W okresie panowania Piotra Raresza (1527-46 z przerwą w l. 1538-41), ostatniego samodzielnego władcy Mołdawii, powstały pierwsze malowane z zewnątrz cerkwie, często nawiązujące ideologicznie do prowadzonych wojen z Turcją. Najcenniejsze obiekty zostały wpisane na listę światowego dziedzictwa UNESCO. Zwyczaj malowania świątyń z zewnątrz ustał w 1. poł. XVII stulecia, w okresie osłabienia fundacji artystycznych w Mołdawii.

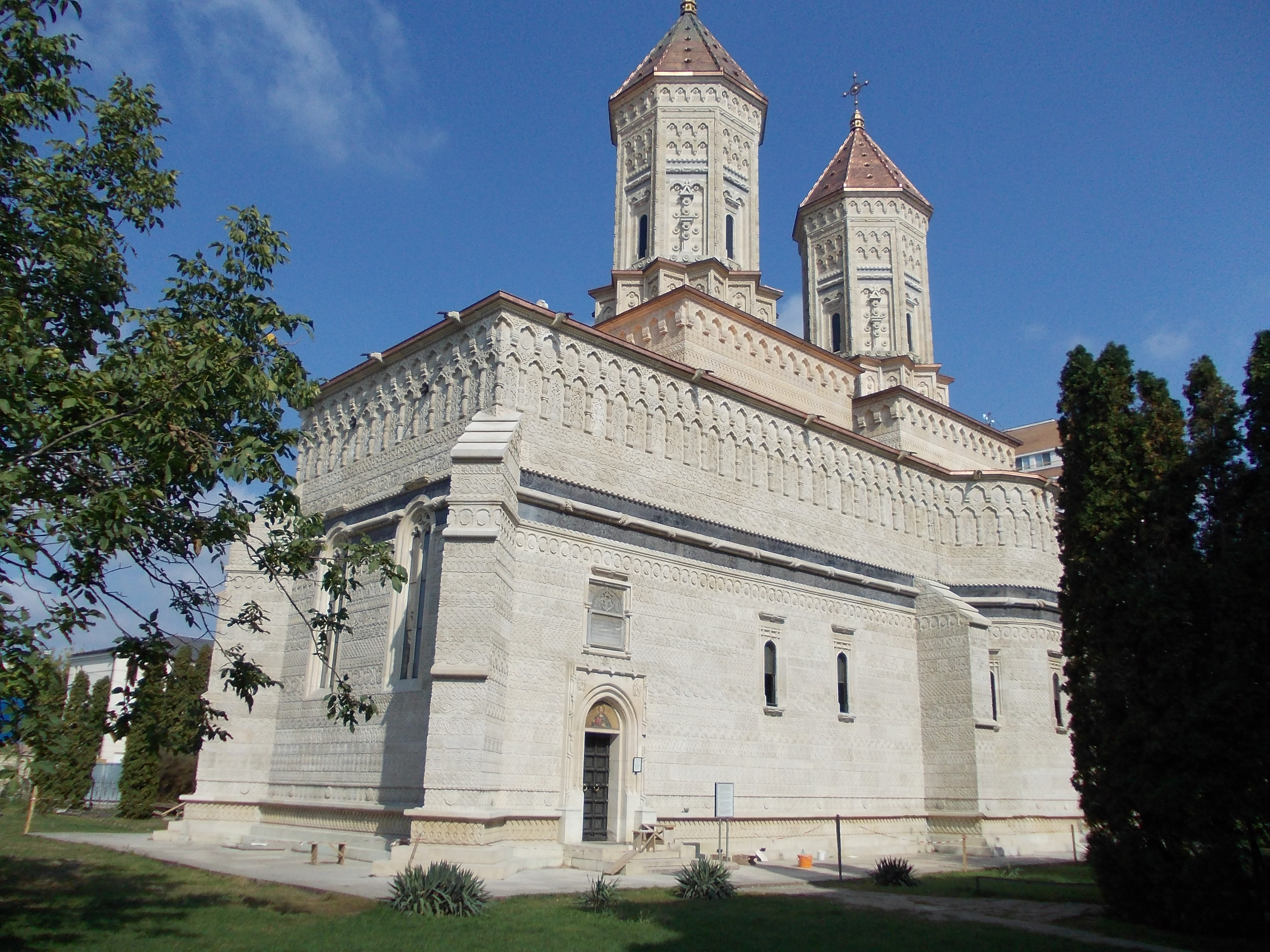
Cerkiew klasztoru Trzech Św. Hierarchów w Jassach

Cechą charakterystyczną późniejszych konstrukcji jest budowanie dodatkowej wieżyczki nad nawą oraz zastępowanie gotyckich elementów dekoracyjnych renesansowymi i barokowymi. Najwybitniejsze obiekty powstawały głównie w Jassach, stolicy Hospodarstwa od 1564 r. Wyjątkowym osiągnięciem tego okresu jest cerkiew monasteru Trzech Świętych Hierarchów, posiadająca bogatą dekorację rzeźbiarską. Do innych cennych zabytków późnomołdawskich należą cerkwie monasteru Galata, monasteru Golia i in.
W XVIII i XIX wieku styl mołdawski był wypierany przez klasycyzm (w wydaniu zachodnim, bądź rosyjskim), za ostatni przejaw rodzimej architektury mołdawskiej uważa się dokonaną w latach 1836-39 przebudowę klasztoru Frumoasa w Jassach.
Budowle świeckie z czasów świetności Hospodarstwa Mołdawskiego przetrwały jedynie w stanie ruin, z wyjątkiem kilku zamków (np. zamek w Chocimiu), których się jednak nie zalicza do obiektów mołdawskiego stylu architektonicznego, jako że nie wykształciły cech odrębnych od zamków średniowiecznych.
W późniejszym okresie na terenie wschodniej Mołdawii (dziś w granicach Republiki Mołdawii i Ukrainy), będącej pod panowaniem rosyjskim w l. 1812-1917 i sowieckim w l. 1940-41 i 1944-90, styl mołdawski był marginalizowany na rzecz sztuki rosyjskiej. Tymczasem w granicach Rumunii powstawały świątynie historyzujące, jak np. sobór Trzech Świętych Hierarchów w Timișoarze.

## Wybrane zabytki
- Cerkiew św. Jana Chrzciciela w Arbore
- Monaster Căpriana
- Cerkiew Narodzenia Najświętszej Bogurodzicy w Czerniowcach
- Monastyr Dragomirna
- Monastyr Galata
- Monaster Golia
- Monastyr Humor
- Monaster Trzech Świętych Hierarchów w Jassach
- Monastyr Moldovița
- Monastyr Putna
- Monaster Rudi
- Monastyr św. Jana Nowego w Suczawie
- Monastyr Voroneț